# HMS Havelock (1915)
Pour les articles homonymes, voir HMS Havelock.
Le HMS Havelock est un monitor de classe Abercrombie de la Royal Navy qui a servi pendant la Première Guerre mondiale.

## Construction
Le 3 novembre 1914, Charles M. Schwab, de la Bethlehem Steel, offre à Winston Churchill, alors First Sea Lord (premier Lord de l’Amirauté), de racheter quatre tourelles jumelées de 14 pouces (356 mm)/45 cal BL MK II, destinées à l’origine au cuirassé grec Salamis. Ces tourelles n’ont pas pu être livrées au constructeur allemand, en raison du blocus naval britannique. La Royal Navy a immédiatement mis en chantier une classe de monitors, conçus pour le bombardement à terre, pour utiliser ces tourelles.
La quille du HMS Havelock a été posée au chantier naval de Harland and Wolff Ltd à Belfast le 12 décembre 1914. Le navire a été nommé General Grant en l’honneur du général américain Ulysses S. Grant, mais comme les États-Unis étaient encore neutres, le navire a été rapidement renommé HMS M2 le 31 mai 1915. Il est nommé HMS Havelock le 20 juin 1915.

## Historique
Le HMS Havelock appareille pour les Dardanelles en juin 1915. Il reste en Méditerranée orientale jusqu’à son retour en Angleterre en janvier 1916. Il sert ensuite comme navire de garde à Lowestoft. Il est désarmé en juin 1920. Vendu pour démolition en mai 1921, il est conservé en réserve jusqu’à sa revente le 25 juin 1927 au chantier naval Thos. W. Ward à Preston pour démolition.